# Weitefeld
Weitefeld település Németországban, Rajna-vidék-Pfalz tartományban. Lakosainak száma 2240 fő (2023. december 31.).

## Népesség
A település népességének változása:
| Lakosok száma | 2120 | 2262 | 2271 | 2249 | 2287 | 2240 |
|               | 1975 | 2017 | 2019 | 2021 | 2022 | 2023 |